# フロラン・ダ・シルヴァ
フロラン・ダ・シルヴァ（Florent da Silva, 2003年4月2日 - ）は、フランスのプロサッカー選手。オリンピック・リヨン所属。ポジションはミッドフィールダー。

## 経歴

### クラブ
2010年、7歳でリヨンの下部組織に入団し、2020年12月2日にクラブと初のプロ契約を交わした。リヨンでスポーツ・ダイレクターを務めるジュニーニョ・ペルナンブカーノは「高い技術を持ち、とても賢い選手」と評している。それまでもベンチ入りの機会はあったが、2021年2月6日、リーグ・アンのストラスブール戦でプロデビューし、3-0で勝利した。
2022年1月31日、ナシオナル（3部リーグ）のFCヴィルフランシュ・ボジョレーに期限つき移籍。
2023年1月2日、半年間の期限つきでオランダのフォレンダムに移籍。1月14日、リーグ第16節のヴァールヴァイク戦でエールディヴィジ初ゴールを挙げた。
2023年7月30日、ベルギー・ファースト・ディビジョンAのRWDモレンベークに期限つき移籍。8月20日、リーグ第4節のクラブ・ブルッヘ戦で移籍後初ゴールを挙げたが、試合は1-7で大敗した。

### 代表
2019年以降、フランスの各世代別代表に選出されている。
2022年、UEFA U-19欧州選手権ではフランスの全4試合に出場し、グループステージのイタリア戦では1ゴール1アシストの活躍をみせた。
2023年5月、FIFA U-20ワールドカップのメンバーに選出された。

## 個人成績
| 国内大会個人成績 | 国内大会個人成績 | 国内大会個人成績 | 国内大会個人成績 | 国内大会個人成績 | 国内大会個人成績 | 国内大会個人成績 | 国内大会個人成績 | 国内大会個人成績 | 国内大会個人成績 | 国内大会個人成績 | 国内大会個人成績 |
| 年度             | クラブ           | 背番号           | リーグ           | リーグ戦         | リーグ戦         | リーグ杯         | リーグ杯         | オープン杯       | オープン杯       | 期間通算         | 期間通算         |
| 年度             | クラブ           | 背番号           | リーグ           | 出場             | 得点             | 出場             | 得点             | 出場             | 得点             | 出場             | 得点             |
| フランス         | フランス         | フランス         | フランス         | リーグ戦         | リーグ戦         | F・リーグ杯      | F・リーグ杯      | フランス杯       | フランス杯       | 期間通算         | 期間通算         |
| ---------------- | ---------------- | ---------------- | ---------------- | ---------------- | ---------------- | ---------------- | ---------------- | ---------------- | ---------------- | ---------------- | ---------------- |
| 2020-21          | リヨン           | 28               | リーグ・アン     | 1                | 0                | -                | -                | 0                | 0                | 1                | 0                |
| 2021-22          | ヴィルフランシュ | 27               | ナシオナル       | 14               | 0                | -                | -                | 0                | 0                | 14               | 0                |
| オランダ         | オランダ         | オランダ         | オランダ         | リーグ戦         | リーグ戦         | リーグ杯         | リーグ杯         | KNVBカップ       | KNVBカップ       | 期間通算         | 期間通算         |
| 2022-23          | フォレンダム     | 12               | エールディヴィジ | 13               | 1                | -                | -                | 0                | 0                | 13               | 1                |
| ベルギー         | ベルギー         | ベルギー         | ベルギー         | リーグ戦         | リーグ戦         | リーグ杯         | リーグ杯         | ベルギー杯       | ベルギー杯       | 期間通算         | 期間通算         |
| 2023-24          | モレンベーク     | 69               | ファーストA      | 13               | 2                | -                | -                | 2                | 0                | 15               | 2                |
| 通算             | フランス         | フランス         | リーグ・アン     | 1                | 0                | -                | -                | 0                | 0                | 1                | 0                |
| 通算             | フランス         | フランス         | ナシオナル       | 14               | 0                | -                | -                | 0                | 0                | 14               | 0                |
| 通算             | オランダ         | オランダ         | エールディヴィジ | 13               | 1                | -                | -                | 0                | 0                | 13               | 1                |
| 通算             | ベルギー         | ベルギー         | ファーストA      | 13               | 2                | -                | -                | 2                | 0                | 15               | 2                |
| 総通算           | 総通算           | 総通算           | 総通算           | 41               | 3                | 0                | 0                | 2                | 0                | 43               | 3                |